# Great Cowden
Great Cowden – osada w Anglii, w hrabstwie East Riding of Yorkshire. Leży 19 km na północny wschód od miasta Hull i 262 km na północ od Londynu.